# جورج باتن
جورج باتن (بالإنجليزية: George Batten)‏ هو لاعب كرة قاعدة أمريكي، ولد في 7 أكتوبر 1891 في هادونفيلد في الولايات المتحدة، وتوفي في 4 أغسطس 1972 في نيو بورت ريتشي في الولايات المتحدة.

## وصلات خارجية
- جورج باتن على موقعبيزبول رفرنس.كوم (الدوري الرئيسي) (الإنجليزية)